# Amadeo Baena Lazo
Amadeo Baena Lazo (Acoyapa, 15 de marzo de 1909 - Bluefields, 8 de marzo de 2008) fue un abogado, militar y político nicaragüense quien junto al líder creole Waldo Wyman Hooker (1909-2017), elaboraron el primer anteproyecto de ley de autonomía del Caribe Nicaragüense en el transcurso de 1936 a 1946, pero frustrado por el Congreso Nacional de Nicaragua ese último año. 
Esta petición formal de autonomía regional para el caribe nicaragüense marcó el comienzo de una larga demanda histórica en la que connotados actores políticos de la región caribeña, desde el senador Horacio Hodgson en los albores del somocismo, hasta el diputado Brooklyn Rivera en los estertores del sandinismo, abonaron a la consecución del "Estatuto de Autonomía de las regiones de la Costa Atlántica de Nicaragua" mediante el poder reglamentario. Es así como finalmente se promulga la Ley N.º 28 del 7 de septiembre de 1987, publicada en La Gaceta N.º 238 del 30 de octubre del mismo año, al fragor del conflicto armado entre el movimiento indígena Miskitus, Sumos y Ramas (MISURA) y el Ejército Popular Sandinista (EPS).

## Origen
Nació en Acoyapa, el 15 de marzo de 1909, hijo de Agustina Lazo Báez de nacionalidad nicaragüense y Simón Baena Calvo, político liberal oriundo de Cartagena, Colombia, quien huyendo de la Guerra de los Mil Días se exilia en Nicaragua en 1901.
Realizó sus estudios primarios y secundarios en la Escuela Nacional de Acoyapa y en el Instituto Nacional de Oriente en Granada. Oficialmente se formó como militar desde la creación de la Constabularia en 1925 y hasta 1936 estudió Derecho en el Departamento de Leyes de la Guardia Nacional.

## Participación en la Guerra Constitucionalista
Participó en la Guerra Constitucionalista (1926 -1927) a la par de los Generales Luis Beltrán Sandoval y Eliseo Duarte quienes fueron los líderes del grupo de trabajadores de las plantaciones y aserraderos de la Bragman's Bluff Lumber, que se tomaron los cuarteles conservadores en Bluefields el 2 de mayo de 1926.
También fue testigo presencial cuando el general José María Moncada firmó el denominado Pacto del Espino Negro junto con Henry L. Stimson.
"Yo fui uno de los estudiantes que nos armamos en casa de Don Joaquín Navas, frente al Parque Central de Managua, locura de juventud, pues podían habernos detenido las fuerzas del gobierno al pasar por Tipitapa, pero no nos determinaron, y así pudimos sumarnos a las Fuerzas Revolucionarias. Estando ahí vimos al general Augusto César Sandino, quien operaba en el norte del país. Cuando llegó el general José María Moncada frente al Estado Mayor, empezó a hablar del Pacto y lo interrumpió Sandino diciendo:
– ¿Qué tienen que ver los "Machos" con esto?, los asuntos de Nicaragua tienen que arreglarse entre nicaragüenses –
– El coronel Henry Stimpson, en representación del presidente Calvin Coolidge de los Estados Unidos nos conminó a deponer las armas y yo le dije que quien debía rendirse era el gobierno de facto de Adolfo Díaz Recinos porque nosotros somos una revolución triunfante que estamos en las puertas de la capital, a lo que Stimpson dijo que él traía instrucciones precisas de que si no deponíamos las armas por las buenas, sería por la fuerza, pues, ahí estaba el portavión con los bombarderos en Bluefields listo para lanzar bombas contra las fuerzas revolucionarias. Para evitar la destrucción de nuestras fuerzas – terminó diciendo Moncada – propuso que se realizaran dos elecciones super vigiladas, y que el primero de enero de 1933 los marines estadounidenses evacuaran el país.
Sandino intervino de nuevo diciéndole al general Moncada:
– Deme permiso para ir a traer a mi gente –
– Adelante – respondió Moncada.
Así que Sandino se fue consciente de que no había para Moncada otra alternativa, ya que no hubo una sola voz que se alzara diciéndole al general Moncada que fuera a decirle a Stimpson que procedan a bombardearnos.
Sandino pensó que el patriotismo le indicaba enmontañarse para combatir la ocupación extranjera, puesto que no volvió y el general Moncada entendió que el patriotismo le indicó evitar la destrucción de las fuerzas revolucionarias. Son dos concepciones de patriotismo con un solo valor: el de la intención, ya que no puede disociarse el propósito de los medios empleados. El propósito era sacar a los marines de Nicaragua y entre ambos lo lograron: el uno con un hostigamiento que les avergonzara, y el otro con un pacto que los marines ansiaban firmar porque necesitaban una salida honrosa, ya que eran tropas de élite, pues eran nada menos que el quinto regimiento de la segunda brigada del cuerpo de marinos de los Estados Unidos que conquistó citaciones y condecoraciones en la segunda batalla de Marne, en la de Saint Nazaire y en la del Río Mosa durante la Primera Guerra Mundial."

## Carrera militar
Comenzó su carrera militar desde el año 1925, poco después del desarme de las tropas del general José María Moncada, continuando sus formación hasta 1936 en la Guardia Nacional (G.N.), año en el que los marines estadounidenses se retiraron del país y Anastasio Somoza García asumió la dirección de la Guardia Nacional.
Ese mismo año es transferido por órdenes de Somoza a la Costa oriental (caribeña o atlántica) de Nicaragua por no acatar órdenes coactivas del régimen militar instaurado por el Partido Liberal Nacionalista. 
"En 1933 Anastasio Somoza asumió la dirección de Guarda Nacional. Los marines norteamericanos ya habían evacuado el país en 1932 y poco después de que Somoza asumiera el cargo comenzó a convertir la institución militar en un nido de corrupción, donde los cargos se daban por el nivel de servilismo de los militares y por la capacidad represiva que ejercían sobre el pueblo. Por eso yo me retiré de la Guardia Nacional porque me parecía inmoral tener que ascender a cargos militares condicionados por esas aberraciones antiéticas y antipatrióticas."
"En aquel tiempo, antes de retirarme de la Guardia Nacional, ya tenía represalias por mis convicciones, por esa razón el general Somoza me transfirió a la Costa Atlántica de Nicaragua, a Bluefields, porque no quería que me graduara en el Departamento de Leyes de la Guardia Nacional, porque él sabía que yo no servía a los intereses de su dictadura y no le convenía que me convirtiera en abogado."

## En el Caribe de Nicaragua
Desde entonces recorre durante 10 años la Costa Caribe de Nicaragua y se sensibiliza con la región, comprendiendo los profundos problemas raciales, sociales, políticos y religiosos que aquejaban a esa región recién incorporada al emergente Estado-nación luego de ser suprimidos los remanentes del protectorado británico en 1894 durante el gobierno liberal del general José Santos Zelaya mediante el entonces vigente Tratado de Managua de 1860 y el subsecuente Tratado Harrison-Altamirano de 1905.
A finales de los 30 del siglo XX, su oficio como juez le permitió elaborar, junto con el líder creole Waldo Wyman Hooker, el primer proyecto de autonomía para la región que fue rechazado en el pleno del Congreso Nacional. Sin embargo, esto no lo desanimó, y trabajando como funcionario público continuó luchando por resolver problemas estructurales de la región caribeña.
Durante varios años ocupó importantes cargos. Fue gobernador de Greytown durante 4 años y hasta la década de los 80 fue director de policía y juez local de Bluefields, actual capital de la Región autónoma de la Costa Caribe sur.
Llegué a la Costa Atlántica en 1936. Trabajé como ayudante del batallón y durante 10 años de 1936 a 1946 me dediqué a esta región olvidada y conflictiva tanto política, social, religiosa y étnicamente.
Fui gobernador de San Juan del Norte, juez local y director de policía en Bluefields, donde me establecí definitivamente. Durante esos años recorrí de norte a sur toda la región usando todos los medios de locomoción, trabajando en la erradicación de las discriminaciones.
Desde 1936 trabajé con un líder negro creole llamado Waldo Wyman Hooker, menguando las confrontaciones existentes; principalmente raciales, porque considerábamos que esa precisamente, es odiosa ante los ojos de Dios y ante los hombres y mujeres de buena voluntad. Trabajamos en ese sentido hasta llegar a establecer esa relativa igualdad que existe hoy en día.
En aquellos años Waldo Hooker, mi persona y un grupo de 16 miembros más, conformamos la primera comisión de Autonomía, elaboramos el Primer Proyecto de Ley de Autonomía y la presentamos en la Asamblea Nacional para su aprobación.

## Rompimiento con Somoza

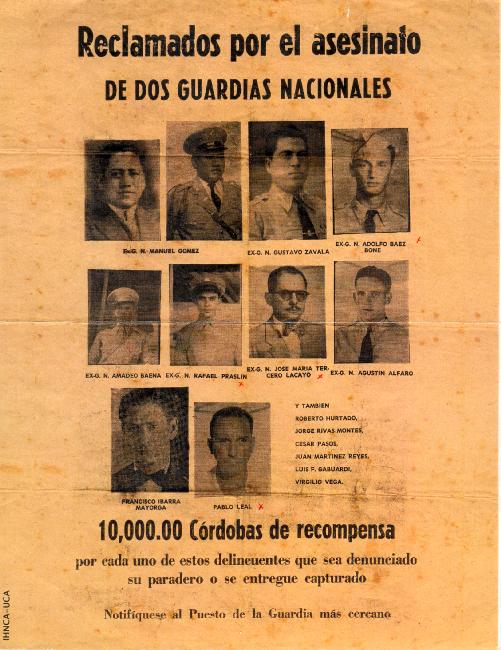
Papeletas lanzadas desde los aviones de Fuerza Aérea Nacional (FAN) pidiendo la cabeza de cada uno de los complotistas que se levantaron en contra de Somoza el 4 de abril de 1954. 10,000 córdobas de recompensa.

En 1948 pide su baja voluntaria de la G.N. y se afilia al Partido Liberal Independiente, opositor del Partido Liberal Nacionalista, asumiendo el cargo de Presidente Departamental.
Es forzado al exilio en 1948 por órdenes de Somoza, residiendo durante poco tiempo en Cartagena, Colombia, tierra natal de su padre.
"Luego de retirarme de la Guardia Nacional, fui reprendido por Somoza porque una vez me invitaron a la Gran Convención del Partido Liberal Independiente, entonces Somoza, como mandaba espías, me citó al día siguiente en la capital y me dijo:
– Anoche estuviste en la Gran Convención del Partido Liberal Independiente, donde te otorgaron un pergamino con la Orden José Santos Zelaya y también te dieron el cargo de Presidente Honorario Departamental del Partido Liberal Independiente. Entonces, - termina diciendo – con el mismo pasaporte con el que fuiste a Colombia a visitar a tu familia paterna, con ese mismo pasaporte te vas. Ya fueron a sacar tu maleta al hotel donde estás hospedado, no hubo necesidad de romper el baúl porque estaba sin llaves, ya te pusimos la visa del cónsul de Colombia, ya compré el pasaje en la Panamerican y un oficial te va a llevar al lobby del hotel para que recojas tu equipaje. El oficial lleva instrucciones para ver que no dejes cuentas pendientes en el hotel, después te va llevar al aeropuerto para que subas al avión correcto y él, junto a otros dos oficiales más, tienen órdenes de no retirarse hasta que alce vuelo el avión con vos a bordo.

## Participación en la Legión del Caribe
A finales del año 1948 viaja a Costa Rica y se contacta con el coronel Manuel Gómez Flores en San José. Luego de 6 años de vivir como asilado político en ese país centroamericano, apoyados por el entonces presidente José Figueres Ferrer, en 1954, intentan derrocar a Somoza en un movimiento denominado la Legión del Caribe, integrado por militares nicaragüenses como Rafael Praslín, Adolfo Báez Bone, José María Tercero Lacayo, Luis Gabuardi, Jorge Ribas Montes, Manrique Umaña y de varias nacionalidades latinoamericanas, pero además de connotados civiles nicaragüenses como Ernesto Cardenal, Pablo Leal y Pedro Joaquín Chamorro, cuyo ambicioso propósito fue derrocar la dinastía somocista y eventualmente a todos los regímenes dictatoriales en gran parte del hemisferio centroamericano y caribeño, entre algunos como el régimen militar de Rafael Leónidas Trujillo. 
El complot contra Somoza no dio sus frutos. Fue encarcelado ese mismo año junto a algunos compañeros sobrevivientes y sometido a las más variadas torturas durante dos años consecutivos. Fue indultado en el año 1956 por órdenes del mismo Somoza. 

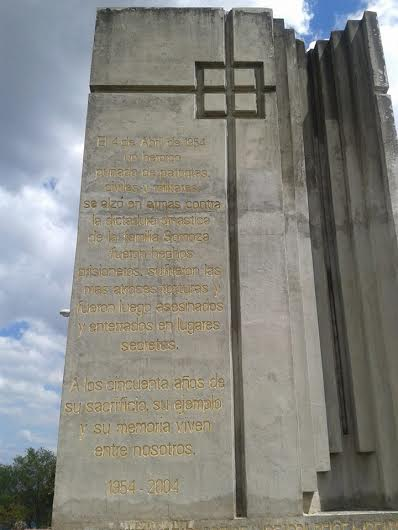
Monumento en homenaje a los caídos de abril de 1954. Loma de Tiscapa, Managua, Nicaragua.

## Sus últimos días
Desde la segunda mitad del siglo XX, luego de un agitado camino castrense, dos grandes revueltas, intrigas políticas y un largo exilio que lo separó durante más de 6 años de su esposa e hijos, ejerció sus últimos años como juez municipal, siempre procurando estar al margen de la política nacional. Sin embargo, esto no le impidió sostener una postura crítica contra la política nacionalista y represiva del Partido Liberal Nacionalista hasta su derrocamiento por la vía armada en julio de 1979 a manos de militantes sandinistas apoyados por Cuba. Aunque en la década de 1980 apoyó el proyecto de autonomía regional constitucionalmente aprobado en octubre de 1987, sostuvo marcadas discrepancias con la política estatista del Frente Sandinista de Liberación Nacional hasta su caída por la vía electoral en febrero de 1990.